# Peregrinatio ad Petri Sedem
Peregrinatio ad Petri Sedem (PAPS) (Nederlands: Pelgrimage naar de Zetel van Petrus) is de instelling van de Romeinse Curie die is belast met het vreemdelingenverkeer. De instelling werd in 1935 in het leven geroepen door paus Pius XI omdat hij, tijdens het Jubeljaar dat dat jaar werd gevierd, wilde bevorderen dat pelgrims die de Eeuwige Stad bezochten zouden worden opgevangen en begeleid. Na afloop van het Jubeljaar besloot hij dat de instelling een permanent karakter moest krijgen. Paus Paulus VI gaf in 1972 de status van kerkelijk lichaam aan deze instelling. In 1997 heeft paus Johannes Paulus II nieuwe statuten aan het bureau gegeven. Volgens deze statuten zijn de doelstellingen van de Peregrinatio:
- om geestelijke en materiële bijstand te verlenen aan pelgrims die Rome bezoeken, opdat zij in de beste spirituele omstandigheden hun devotie tot de apostelen Petrus en Paulus en de overige Romeinse martelaren kunnen beleven; alsmede de beste geestelijke voorwaarden te creëren voor een audiëntie bij de paus. Deze bijstand is des te meer noodzakelijk wanneer er kerkelijke evenementen zijn, waartoe pelgrims zijn opgeroepen om naar Rome te komen;
- om in het geval van een Heilig Jaar alle maatregelen te nemen die het centraal comité voor de organisatie van dat Heilig Jaar nodig acht voor de opvang en begeleiding van pelgrims, dit alles in afstemming met de diocesane pelgrimage-commissies;
- om de meest behoeftigen te ondersteunen bij het ondernemen van pelgrimages naar Rome;

PAPS organiseert ook rondleidingen door de Vaticaanse musea, de Romeinse Catacomben en de basilieken van het Vaticaan. Daarnaast coördineert PAPS de audiënties bij de paus. Pelgrims die een audiëntie bij de paus willen bijwonen, dienen daartoe in contact te treden met de Peregrinatio. De PAPS treedt daarnaast op als reisbureau voor de inwoners van Vaticaanstad. Zij regelen via dit bureau bijvoorbeeld hun vliegtickets, wanneer zij Rome willen verlaten.

## Presidenten
- 1975-1978 Urbano Cioccetti
- 1975-1982 Alberto Alberti-Poja (vicepresident)
- 1982-1991 Emanuele Clarizio
- 1992-1996 Camillo Ruini
- 1996-1997 Sergio Sebastiani
- 1997-2001 Crescenzio Sepe
- 2001-2007 Francesco Gioia
- 2007-2013 ondergebracht bij de Administratie van het Patrimonium van de Heilige Stoel
- 2013-heden Francesco Gioia